# Minimana unistriata
Minimana unistriata är en insektsart som beskrevs av Freytag 1987. Minimana unistriata ingår i släktet Minimana och familjen dvärgstritar. Inga underarter finns listade i Catalogue of Life.